# Hosackia yollabolliensis
Hosackia yollabolliensis är en ärtväxtart som först beskrevs av Philip Alexander Munz, och fick sitt nu gällande namn av Dmitry Dmitrievich Sokoloff. Hosackia yollabolliensis ingår i släktet Hosackia och familjen ärtväxter. Inga underarter finns listade i Catalogue of Life.